# Razljev
Razljev je naseljeno mjesto u Republici Hrvatskoj u Zagrebačkoj županiji. 

## Zemljopis
Administrativno je u sastavu općine Križ. Naselje se proteže na površini od 6,48 km².

## Stanovništvo
Prema popisu stanovništva iz 2001. godine u Razljevu živi 139 stanovnika i to u 45 kućanstava. Gustoća naseljenosti iznosi 21,45 st./km².
| broj stanovnika |       |       |       |       |       | 65    | 120   | 166   | 241   | 253   | 248   | 209   | 168   | 140   | 139   | 131   | 100   |
|                 | 1857. | 1869. | 1880. | 1890. | 1900. | 1910. | 1921. | 1931. | 1948. | 1953. | 1961. | 1971. | 1981. | 1991. | 2001. | 2011. | 2021. |